# Caracol (ort)
Caracol är en ort i Haiti.   Den ligger i departementet Nord-Est, i den nordöstra delen av landet, 130 km norr om huvudstaden Port-au-Prince. Caracol ligger 9 meter över havet och antalet invånare är 1 549.
Terrängen runt Caracol är platt. Havet är nära Caracol åt nordväst. Runt Caracol är det ganska tätbefolkat, med 139 invånare per kvadratkilometer. Närmaste större samhälle är Trou du Nord, 8,3 km söder om Caracol. Omgivningarna runt Caracol är en mosaik av jordbruksmark och naturlig växtlighet.